# Harmoni i rött
Harmoni i rött, även benämnd Röda rummet eller Desserten, är en oljemålning av den franske konstnären Henri Matisse. Den målades 1908 och ingår sedan 1948 i Eremitagets samlingar i Sankt Petersburg.
Harmoni i rött är ett portalverk inom fauvismen, en konstnärlig rörelse som kännetecknas av starka färger och förenklade former. Den realistiska återgivningen får stå tillbaka, perspektivet är förenklat och djupet har reducerats för att lyfta fram ytan och mönstren. 
Målningen visar ett interiörmotiv där en kvinna dukar ett bord med frukt och blommor. Hela rummet domineras av en intensiv röd färg som smälter samman väggar, bord och omgivning till en enhetlig yta. Ett blått växtformat ornament bryter av det röda, liksom fönstret vars utsikt visar ett grönt landskap.
Från början hade Matisse målat motivet grönt. När målningen ställdes ut på höstsalongen 1908 hade han ändrat färgen till blå och benämnde verket Harmoni i blått. Den förvärvades av den ryske konstsamlaren och affärsmannen Sergej Stjukin(en) som till sin förvåning mottog en huvudsakligen röd tavla  att hänga upp i sin matsal på herrgården i Moskva. Stjukin var en av Matisses främsta mecenater och ägde flera målningar av honom, däribland Dansen II (1909–1910), Musiken (1910) och Samtal (1908–1912). Efter ryska revolutionen 1917 konfiskerades Stjukins konstsamling och idag är de nämnda verken utställda på Eremitaget i Sankt Petersburg. Själv flydde Stjukin till Paris där han avled 1936.
Redan 1897 målade Matisse ett verk med titeln La Desserte där en ensam kvinna dukar ett bord med frukt. Denna tavla är dock impressionistisk i sin stil, mindre avskalad och mer realistisk vad gäller färg och perspektiv. Tavlan är i privat ägo.